# Stenobothrus newskii
Stenobothrus newskii är en insektsart som beskrevs av Zubovski 1900. Stenobothrus newskii ingår i släktet Stenobothrus och familjen gräshoppor. Inga underarter finns listade i Catalogue of Life.